# Celina (Texas)
Celina é uma cidade  localizada no estado norte-americano do Texas, no Condado de Collin.

## Demografia
Segundo o censo norte-americano de 2000, a sua população era de 1861 habitantes. 
Em 2006, foi estimada uma população de 4370, um aumento de 2509 (134.8%).

## Geografia
De acordo com o United States Census Bureau tem uma área de 
4,4 km², dos quais 4,4 km² cobertos por terra e 0,0 km² cobertos por água. Celina localiza-se a aproximadamente 211 m acima do nível do mar.

## Localidades na vizinhança
O diagrama seguinte representa as localidades num raio de 20 km ao redor de Celina. 